# The Rockingbirds
The Rockingbirds je anglická countryrocková hudební skupina, která vznikla v roce 1990 v Londýně. Jejími původními členy byli Alan Tyler (zpěv, kytara), Sean Read (tamburína, doprovodné vokály), Andrew Hackett (kytara), Patrick Arbuthnot (pedálová steel kytara), Dave „Greenwood“ Goulding (baskytara) a Dave Morgan (bicí). Svůj první singl kapela vydala v roce 1991. V roce 1992 vydala píseň „Jonathan, Jonathan“, kterou věnovala americkému hudebníkovi Jonathanu Richmanovi. Ještě roku 1990 vydala své první album, které bylo eponymní). Druhé album následovalo v roce 1995, kdy se kapela rovněž rozpadla. Obnovena byla o třináct let později, v roce 2008, a roku 2013 vydala své třetí řadové album The Return of the Rockingbirds.